# Società Sportiva Roma (pallacanestro)
La Società Sportiva Roma è stata una società di pallacanestro femminile di Roma, capitale d'Italia.
Ha vinto una Coppa Ronchetti.

## Cronistoria
| Cronistoria della Società Sportiva Roma |
| --- |
| - 1977-1978 · Algida, 2ª nel Girone B di Serie A, 3ª nella Poule Scudetto. - 1978-1979 · Algida, 2ª nel Girone B di Serie A, 5ª nella Poule Scudetto. - 1979-1980 · Algida, 2ª nel Girone A di Serie A, 2ª nella Poule Scudetto, perde lo spareggio scudetto. Quarti di finale Coppa Ronchetti. - 1980-1981 · Algida, 1ª nel Girone B di Serie A1, 1ª nella Poule Scudetto, quarti di finale play-off. - 1981-1982 · Canon, 2ª nel Girone A di Serie A1, 6ª nella Poule Finale, semifinalista play-off. - 1982-1983 · Canon, 6ª nel Girone B di Serie A1, 3ª nella Poule Recupero. Quarti di finale di Coppa Ronchetti. - 1983-1984 · Bata, 2ª nel Girone A di Serie A1, 3ª nella Poule Finale, semifinalista play-off. Vince la Coppa Ronchetti (1º titolo). - 1984-1985 · 8ª nel Girone B di Serie A1, 8ª nella Poule recupero, retrocessa in Serie A2. |

## Palmarès
- Coppa Ronchetti: 1

1983-1984